# Okres Mińsk

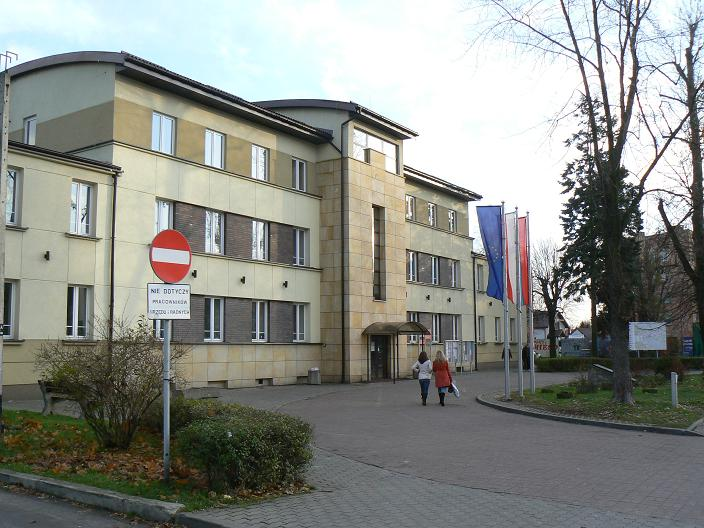
Sídlo okresního úřadu

Okres Mińsk (polsky Powiat miński) je okres v polském Mazovském vojvodství. Rozlohu má 1163,72 km² a v roce 2022 zde žilo 159 034 obyvatel. Sídlem správy okresu je město Mińsk Mazowiecki, které je součástí varšavské aglomerace.

## Gminy
Městské:
- Mińsk Mazowiecki
- Sulejówek

Městsko-vesnické:
- Cegłów
- Dobre
- Halinów
- Kałuszyn
- Latowicz
- Mrozy
- Siennica

Vesnické:
- Dębe Wielkie
- Jakubów
- Mińsk Mazowiecki
- Stanisławów

## Města
- Cegłow
- Dobre
- Halinów
- Kałuszyn
- Latowicz
- Mińsk Mazowiecki
- Mrozy
- Siennica
- Sulejówek

## Přírodní rezervace

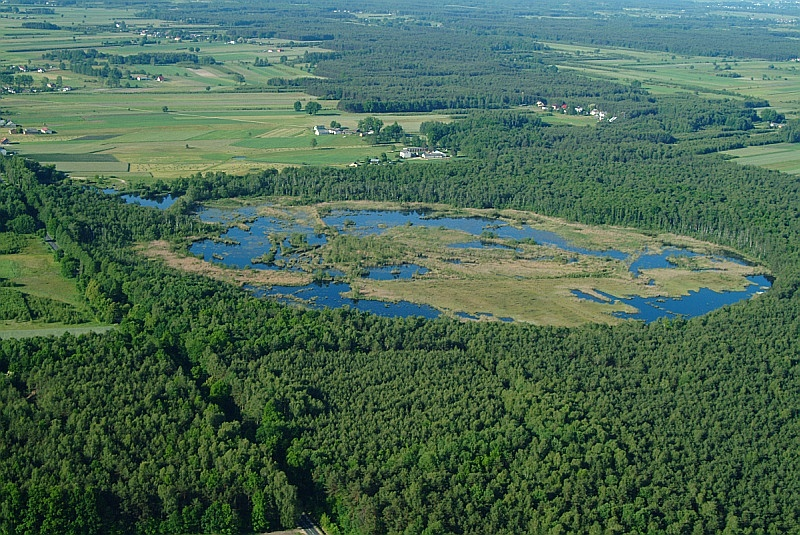
Letecký snímek rezervace Bažina Pogorzel

Do nejcennějších přírodních oblastí na území okresu patří 8 přírodních rezervací:
- Rudka Sanatoryjna v gmině Mrozy - druhá největší rezervace jedle v Mazovském vojvodství
- Jedlina v gmině Cegłów - rezervace zahrnující porosty jedle bělokoré.
- Rogoźnica v gmině Mrozy - pokrývá oblasti s přirozeným výskytem olše a močálů.
- Bažina Pogorzel (pl Bagno Pogorzel) v gmině Mińsk Mazowiecki, na jehož území se nachází přirozený vodní zásobník a stanoviště chráněných rostlin.
- Florianów v gmině Mrozy - obsahuje přirozené geologické a geomorfologické formy ledovcového nebo vodoledovcového původu spolu s charakteristickými rostlinnými společenstmi.
- Kaňon Witówki - zahrnuje údolí řeky Witówki v gmině Mrozy.
- Wólczańská hora (pl Wólczańska Góra) v gmině Siennica - geologická rezervace
- Świder - rezervace položená převážně za hranicemi okresu, ale zlomek se nachází v gmině Siennica

## Demografie
Počet obyvatel (informace z 30. června 2005):
|         | Celkem  | Celkem | Ženy   | Ženy | Muži   | Muži |
|         | Osob    | %      | Osob   | %    | Osob   | %    |
| ------- | ------- | ------ | ------ | ---- | ------ | ---- |
| Celkem  | 139 961 | 100    | 71 434 | 51   | 68 527 | 49   |
| Město   | 61 776  | 100    | 32 391 | 52,4 | 29 385 | 47,6 |
| Vesnice | 78 185  | 100    | 39 043 | 49,9 | 39 142 | 50,1 |